# Georges Ferdinand de Condé
 (décembre 2023).
Si vous disposez d'ouvrages ou d'articles de référence ou si vous connaissez des sites web de qualité traitant du thème abordé ici, merci de compléter l'article en donnant les références utiles à sa vérifiabilité et en les liant à la section « Notes et références ».
Pour les articles homonymes, voir Condé.
Le baron Georges Ferdinand Emile de Condé, né le 4 août 1810 à Deux-Ponts (Zweibrücken, Rhénanie-Palatinat) et mort le 12 juin 1886 à Montataire (Oise), est un écrivain, archéologue et homme politique français.
Membre du conseil d'État de 1837 à 1848, il travaille surtout sur les questions de chemins de fer produisant un rapport remarqué en 1846 sur l'extension du chemin de fer dans l'ouest et le nord-ouest de la France. Chevalier de Léopold, il devint chevalier de la Légion d'Honneur à l'issue de ces travaux.
En 1846, il achète le château de la commune et le restaure. Il en écrit l'histoire en 1883. En 1852, il est chargé des études sur le chemin de fer entre Beauvais et Creil.
Élu au conseil général de l'Oise pour le canton de Creil en 1868, il y siège jusqu'à l'été 1878 moment où, souffrant d'une affection du cœur, il démissionne.
Il fut maire de Montataire (Oise) de 1870 à 1878.